# IV. udarni bataljon (Slovensko domobranstvo)
IV. udarni bataljon je bil bataljon, ki je deloval v sestavi Slovenskega domobranstva med drugo svetovno vojno.

## Zgodovina
Bataljon je bil ustanovljen 5. julija 1944 s preimenovanjem Bataljona O in aprila 1945 preimenovan v II. bataljon.

## Poveljstvo
Poveljniki
- stotnik Dušan Meničanin (julij - 9. december 1944)
- stotnik Leopold Tomic

## Sestava
- štab
- 31. četa
- 32. četa
- 39. četa
- 55. četa
- 4. težka četa